# Campionati del mondo di ciclismo su pista 2020 - Chilometro a cronometro
La chilometro a cronometro ai Campionati del mondo di ciclismo su pista 2020 si è svolta il 28 febbraio 2020.

## Podio
| Pos.    | Atleta            | Nazionalità |
| ------- | ----------------- | ----------- |
| Oro     | Sam Ligtlee       | Paesi Bassi |
| Argento | Quentin Lafargue  | Francia     |
| Bronzo  | Michaël D'Almeida | Francia     |

## Risultati

### Qualificazioni
I migliori otto tempi si qualificano per la finale.
| Posizione | Batteria | Atleta              | Nazione       | Tempo       | Gap         | Note        |
| --------- | -------- | ------------------- | ------------- | ----------- | ----------- | ----------- |
| 1         | 12       | Quentin Lafargue    | Francia       | 59.324      |             | Q           |
| 2         | 8        | Sam Ligtlee         | Paesi Bassi   | 59.590      | +0.266      | Q           |
| 3         | 9        | Michaël D'Almeida   | Francia       | 59.974      | +0.650      | Q           |
| 4         | 7        | Vincent De Haître   | Canada        | 1:00.018    | +0.694      | Q           |
| 5         | 11       | Theo Bos            | Paesi Bassi   | 1:00.033    | +0.709      | Q           |
| 6         | 5        | Maximilian Dörnbach | Germania      | 1:00.232    | +0.908      | Q           |
| 7         | 5        | Muhammad Mohd Zonis | Malaysia      | 1:00.305    | +0.981      | Q           |
| 8         | 11       | Nick Kergozou       | Nuova Zelanda | 1:00.311    | +0.987      | Q           |
| 9         | 10       | Tomáš Bábek         | Rep. Ceca     | 1:00.450    | +1.126      |             |
| 10        | 4        | Joachim Eilers      | Germania      | 1:00.671    | +1.347      |             |
| 11        | 2        | Melvin Landerneau   | Francia       | 1:00.761    | +1.437      |             |
| 12        | 9        | Santiago Ramírez    | Colombia      | 1:00.826    | +1.502      |             |
| 13        | 12       | Francesco Lamon     | Italia        | 1:00.877    | +1.553      |             |
| 14        | 2        | Alexander Porter    | Australia     | 1:00.960    | +1.636      |             |
| 15        | 3        | Cameron Scott       | Australia     | 1:01.057    | +1.733      |             |
| 16        | 1        | Samuel Dakin        | Nuova Zelanda | 1:01.204    | +1.880      |             |
| 17        | 7        | José Moreno Sánchez | Spagna        | 1:01.331    | +2.007      |             |
| 18        | 10       | Andrey Chugay       | Kazakistan    | 1:01.659    | +2.335      |             |
| 19        | 4        | Law Tsz Chun        | Hong Kong     | 1:02.000    | +2.676      |             |
| 20        | 3        | Luo Yongjia         | Cina          | 1:02.630    | +3.306      |             |
| 21        | 6        | Francesco Ceci      | Italia        | 1:02.731    | +3.407      |             |
| 22        | 6        | Sergey Ponomaryov   | Kazakistan    | 1:03.105    | +3.781      |             |
| -         | 8        | Krzysztof Maksel    | Polonia       | non partito | non partito | non partito |

### Finale
| Posizione | Nome                | Nazione       | Tempo    | Gap    | Note |
| --------- | ------------------- | ------------- | -------- | ------ | ---- |
| 1         | Sam Ligtlee         | Paesi Bassi   | 59.495   |        |      |
| 2         | Quentin Lafargue    | Francia       | 59.749   | +0.254 |      |
| 3         | Michaël D'Almeida   | Francia       | 1:00.103 | +0.608 |      |
| 4         | Vincent De Haître   | Canada        | 1:00.119 | +0.624 |      |
| 5         | Theo Bos            | Paesi Bassi   | 1:00.330 | +0.835 |      |
| 6         | Maximilian Dörnbach | Germania      | 1:00.600 | +1.105 |      |
| 7         | Nick Kergozou       | Nuova Zelanda | 1:00.707 | +1.212 |      |
| 8         | Muhammad Mohd Zonis | Malaysia      | 1:00.895 | +1.400 |      |